# Katherine Wei-Sender
Katherine Wei-Sender, właśc. Yang Xiaoyan (chiń. 杨小燕) (ur. 4 października 1930 w Pekinie, zm. 15 maja 2024) – amerykańska (pochodzenia chińskiego) brydżystka i działaczka brydżowa, World Grand Master (WBF).
Katherine Wei-Sender zdobyła potrójną koronę brydżową w kategorii kobiet:
- w roku 1978 zwyciężyła (razem z Judi Radin) w otwartych mistrzostwach świata par kobiet w brydżu sportowym;
- w roku 1984 zwyciężyła (z drużyną USA) na Olimpiadzie brydżowej;
- w roku 1987 zwyciężyła (z drużyną USA) w Venice Cup.

## Działalność w organizacjach brydżowych
Katherine Wei-Sender działała w WBF oraz zarówno w chińskiej, jak i w amerykańskiej federacji brydżowej.
W roku 1987 została uznana za osobistość roku (Personality of the Year) przez IBPA. W roku 2007 otrzymała złoty medal WBF.
Katherine Wei-Sender pełniła następujące funkcje w WBF:
- 1998-2010 Członek Komitetu Promocji, Współpracy z Mediami i Sponsoringu WBF;
- 1995-1997 Członek Komitetu Promocji WBF;
- 1995-1997 Członek Komitetu Współpracy z Mediami i Sponsoringu WBF;

Katherine Wei-Sender była członkiem Komisji Odwoławczej na zawodach:
- 38. Mistrzostwach Świata w Szanghaju w roku 2007;
- 13. Olimpiadzie Brydżowej w Pekinie w roku 2008.

Katherine Wei-Sender była niegrającym kapitanem kobiecej reprezentacji (USA 2) na 30. Mistrzostwach Świata w Jokohamie w roku 1991.

## Wyniki brydżowe

### Olimpiady
Na olimpiadach uzyskała następujące rezultaty:
| Olimpiady brydżowe. Zawody teamów | Olimpiady brydżowe. Zawody teamów | Olimpiady brydżowe. Zawody teamów | Olimpiady brydżowe. Zawody teamów | Olimpiady brydżowe. Zawody teamów | Olimpiady brydżowe. Zawody teamów |
| Rok                               | Miejsce                           | Zawody                            | Kategoria                         | Drużyna                           | Pozycja                           |
| --------------------------------- | --------------------------------- | --------------------------------- | --------------------------------- | --------------------------------- | --------------------------------- |
| 1984                              | Seattle                           | 7. Olimpiada Teamów               | Kobiety                           | USA                               | 1                                 |

### Zawody światowe
W światowych zawodach zdobyła następujące lokaty:
| Mistrzostwa Świata. Konkurencja teamów | Mistrzostwa Świata. Konkurencja teamów | Mistrzostwa Świata. Konkurencja teamów | Mistrzostwa Świata. Konkurencja teamów | Mistrzostwa Świata. Konkurencja teamów | Mistrzostwa Świata. Konkurencja teamów |
| Rok                                    | Miejsce                                | Zawody                                 | Kategoria                              | Drużyna                                | Pozycja                                |
| -------------------------------------- | -------------------------------------- | -------------------------------------- | -------------------------------------- | -------------------------------------- | -------------------------------------- |
| 2003                                   | Monte Carlo                            | 36. Mistrzostwa Świata Teamów          | Kobiety                                | USA 1                                  | 1                                      |
| 2002                                   | Montreal                               | 11. Mistrzostwa Świata                 | Kobiety                                | Wei-Sander                             | 17                                     |
| 1998                                   | Lille                                  | 10. Mistrzostwa Świata                 | Kobiety                                | Wei-Sander                             | 9                                      |
| 1997                                   | Hammamet                               | 33. Mistrzostwa Świata Teamów          | Kobiety                                | USA 2                                  | 3                                      |
| 1993                                   | Santiago                               | 31. Mistrzostwa Świata Teamów          | Kobiety                                | USA 1                                  | 6                                      |
| 1990                                   | Genewa                                 | 8. Mistrzostwa Świata                  | Open                                   | Wei                                    | 17                                     |
| 1987                                   | Ocho Rios                              | 28. Mistrzostwa Świata Teamów          | Open                                   | USA 2                                  | 1                                      |
| 1985                                   | São Paulo                              | 27. Mistrzostwa Świata Teamów          | Open                                   | USA 1                                  | 2                                      |
| 1981                                   | Nowy Jork                              | 25. Mistrzostwa Świata Teamów          | Kobiety                                | USA                                    | 2                                      |

| Mistrzostwa Świata. Konkurencja par | Mistrzostwa Świata. Konkurencja par | Mistrzostwa Świata. Konkurencja par | Mistrzostwa Świata. Konkurencja par | Mistrzostwa Świata. Konkurencja par | Mistrzostwa Świata. Konkurencja par |
| Rok                                 | Miejsce                             | Zawody                              | Kategoria                           | Partner                             | Pozycja                             |
| ----------------------------------- | ----------------------------------- | ----------------------------------- | ----------------------------------- | ----------------------------------- | ----------------------------------- |
| 2010                                | Filadelfia                          | 13. Mistrzostwa Świata              | Miksty                              | David Berkowitz                     | 186                                 |
| 2010                                | Filadelfia                          | 13. Mistrzostwa Świata              | Kobiety                             | Betty Ann Kennedy                   | 49                                  |
| 2006                                | Werona                              | 12. Mistrzostwa Świata              | Open IMP                            | Matt Granovetter                    | 74                                  |
| 2006                                | Werona                              | 12. Mistrzostwa Świata              | Kobiety                             | Linda Gren                          | 59                                  |
| 2006                                | Werona                              | 12. Mistrzostwa Świata              | Miksty                              | David Berkowitz                     | 110                                 |
| 2002                                | Montreal                            | 11. Mistrzostwa Świata              | Kobiety                             | Betty Ann Kennedy                   | 37                                  |
| 2002                                | Montreal                            | 11. Mistrzostwa Świata              | Miksty                              | Tony Forrester                      | 56                                  |
| 1998                                | Lille                               | 10. Mistrzostwa Świata              | Kobiety                             | Juanita Chambers                    | 7                                   |
| 1990                                | Genewa                              | 8. Mistrzostwa Świata               | Miksty                              | Sam Lev                             | 25                                  |
| 1990                                | Genewa                              | 8. Mistrzostwa Świata               | Kobiety                             | Judi Radin                          | 2                                   |
| 1978                                | Nowy Orlean                         | 5. Mistrzostwa Świata               | Kobiety                             | Judi Radin                          | 1                                   |

| Mistrzostwa Świata. Konkurencja indywidualna | Mistrzostwa Świata. Konkurencja indywidualna | Mistrzostwa Świata. Konkurencja indywidualna | Mistrzostwa Świata. Konkurencja indywidualna | Mistrzostwa Świata. Konkurencja indywidualna | Mistrzostwa Świata. Konkurencja indywidualna |
| Rok                                          | Miejsce                                      | Zawody                                       | Kategoria                                    | Pozycja                                      |                                              |
| -------------------------------------------- | -------------------------------------------- | -------------------------------------------- | -------------------------------------------- | -------------------------------------------- | -------------------------------------------- |
| 2004                                         | Werona                                       | 6. Indywidualne Mistrzostwa Świata           | Kobiety                                      | 21                                           |                                              |

## Klasyfikacja
- Katherine Wei-Sender – klasyfikacja WBF (ang.)